# يوسف حسين (ممثل)
يوسف حسين (القرن 20 - 23 فبراير 2023) ممثل مصري بدأ نشاطه الفنى في منتصف السبعينيات. وممثل تليفزيونى بالدرجة الأولى حيث أكثر أعماله هي المسلسلات التليفزيونية، كما شارك في بعض الأفلام السينمائية القليلة مثل: «البحث عن المتاعب» مع عادل إمام وناهد شريف، «شباب في الجحيم» مع ميرفت أمين وممدوح عبد العليم، «النصاب والكلب» مع سمير غانم، «احتيال» مع كرم مطاوع، «الصفقة» مع أحمد عبد العزيز وشيرين، «آي آي» مع كمال الشناوي وليلى علوى، وكانت آخر أعماله المشاركة في فيلم «هز وسط البلد» عام 2015 مع إلهام شاهين وفتحي عبد الوهاب ولطفي لبيب، وبلغ عدد أعماله 147 عمل. ومنذ عام 2015 اختفى يوسف حسين عن الحياة الفنية.

## أعمال

### أفلام
| - هز وسط البلد:2015 - الطريق إلى إيلات:1994 - الصديقان:1993-عباس - آي آي:1992 - الصفقة:1991-طارق مفتش المباحث - احتيال:1990 - النصاب والكلب:1990 | - بلاغ للرأي العام:1990 - إلى أين تأخذني هذه الطفلة:1989 - آسف للإزعاج:1988 - أنا وأنت وساعات السفر:1988 - جواز في السر:1988 - شباب في الجحيم:1988 - القانون لا يعرف عائشة:1987 | - عندما تشرق الأحزان:1987 - يوميات امرأة عصرية:1987 - الوزير جاي:1986 - آباء وأبناء:1985 - تحت السطح الهادي:1985 - ريـال فضة:1985 - دعوة للزواج:1983 | - دليل الاتهام:1983 - زيارة سرية:1981 - درب الفنانين:1980 - الشيطان يدق بابك:1976 - البحث عن المتاعب:1975 - التراب الأحمر - الوصية |

### مسلسلات
| - جراح العمر:2002 - بيت الزعفراني:2000 - حارة الطبلاوي:2000-غباشي - خيال الظل:2000 - روبابيكيا:2000 - ناس من زمن فات:2000 - وجع البعاد:2000 - أحلام سليمان:1999 - أسعد زوج في العالم:1999 - العشق الإلهي:1999 - خيانة:1999 - ع الحلوه والمره:1999 - لعبة كل يوم:1999 - الإمام الترمذي:1998 - امرأة من زمن الحب:1998 - حارة المعروف:1998 - رد قلبي:1998 - سعيكم مشكور:1998 - عائلة الديناصورات:1998 - لعبة الحياة (وداعا أيها الأمل):1998 - أهالينا:1997 - عباسية واحد:1997-قناوي - عندما تضحك الأوتار:1997 - أشواك الحب ج2 :1996 - الصبر في الملاحات:1996 - أيام الغربة:1996 - رسالة خطرة / دكتوراه في الحب:1996 | - لن أعيش في جلباب أبي:1996-فتوح - نصف ربيع الآخر:1996-نبيل - نقوش من ذهب ونحاس:1996 - وسادسهم الزمن:1996 - اثنين .. اثنين:1995 - البراري والحامول:1995 - الزيني بركات:1995 - أنا اللي أستاهل:1995 - فارس السيف والقلم: أبي فراس الحمداني:1995 - أحلام العنكبوت:1994 - العائلة:1994 - بوابة المتولي:1994 - عمر بن عبدالعزيز:1994 - هالة والدراويش:1994 - الآنسة كاف:1993 - الثعلب:1993 - الصمت:1993 - العودة الأخيرة:1993 - بنت بطوطة:1993 - سور مجرى العيون:1993 - عصر الفرسان:1993 - كلام رجالة:1993 - لعبة الفنجري:1993 - ليالي الغضب:1993 - محمد رسول الله إلى العالم:1993 - يوميات فكري أباظة (حواديت فكري أباظة):1993 - ليالي الحلمية ج4 :1992 | - ولا يزال الحب مستمرا:1992 - شموع لا تنطفئ:1991 - مملوك في الحارة:1991 - الوسية:1990 - أيام الحب والغضب:1990 - أبيض وأسود:1989 - الإسلام حضارة:1989 - الحب في عصر الجفاف:1989 - امرأة في دوامة:1989 - حدث في بيت القاضي:1989 - طارق من السماء:1989 - لؤلؤ وأصداف:1989 - ليلة هروب:1989-محمد زكي - محاكمة الجيل:1989 - أشواقي بلا حدود:1988 - دوار يا زمن:1988 - غرباء في المدينة:1988 - نار ودخان:1988 - الباقي من الزمن ساعة:1987 - الزوجة أول من يعلم:1987 - الساقية تدور:1987 - ع الأصل دور:1987 - وشاءت الأقدار:1987-وكيل النيابة - أزواج لكن غرباء:1986 - الأفيال:1986 - الأنصار:1986 - الحب العظيم:1986 | - الذئب الأزرق:1986 - اللاعب والدمية:1986 - المكتوب على الجبين:1986 - حارة الشرفا:1986 - ينابيع النهر:1986-مرسي - الأبناء:1985 - الإمام محمد عبده:1985 - البحث عن السعادة:1985 - الجراد والأرض:1985 - رسول الإنسانية:1985 - عبدالرحمن بن خلدون:1985 - رجل فوق الامواج:1984 - غابة من الأسمنت:1984 - محمد رسول اللهج4، 5: 1984، 1985 - عمرو بن العاص:1983 - فيه حاجة غلط:1983 - نهاية العالم ليست غدًا:1983 - دموع في عيون وقحة:1980 - دمعة ندم:1979 - لعبة القدر:1979 - أبو الفوارس - الإختبار - البحيرات المرة - الثمن - بالوالدين احسانا - حكم الزمن - شمس الخريف - نداء الفجر |

### سهرة تليفزيونية
| - العين إللي صابت:1999 - المخبر العلني:1996 - عودة السيد:1995 - ألف وجه للحقيقة:1988 | - نداء إلى المجهول:1987 - بقايا الماضي-حسنين - بيت الأصول - تجربة في الحب | - حكم القدر - عبد الله بن مسعود - قطر الندى - كفر الجنون | - لا تقتلوا العصافير - ليلة زواج آخر الأبناء - من اين لك هذا |

## وصلات خارجية
- يوسف حسين (ممثل) على موقع دهليز
- يوسف حسين (ممثل) على موقع السينما
- يوسف حسين (ممثل) على موقع IMDB
- يوسف حسين (ممثل) على موقع كاروهات